# Кабо-Верде во Второй мировой войне
Кабо-Верде оставалось португальской колонией на протяжении всей Второй мировой войны. Португалия и ее колониальная империя официально сохраняли нейтралитет, при этом находясь в тесных дружественных отношениях с Германией и её союзниками и предоставляя последним свои морские порты и базы для дислокации и отдыха их ВМС. Однако, с 1943 года Португалия также предоставила в аренду свои морские базы на Азорских островах для Британии. Страна также торговала вольфрамом и другими полезными ископаемыми, и различной продукцией и товарами на обе стороны конфликта.
Хотя никаких крупных сражений в Кабо-Верде или вокруг него не происходило, архипелаг имел ключевое стратегическое значение для стран антигитлеровской коалиции на протяжении всей войны. Во время и в результате войны в Кабо-Верде произошло несколько важных внутренних событий.

## История
По Суэцкому каналу Британия традиционно добиралась до своих важных восточных колоний, таких как Индия, но канал стал полем битвы во время войны, когда страны Оси попытались его захватить. Таким образом, противникам Оси необходимо было полагаться на атлантические острова и архипелаги, такие как Кабо-Верде, для обеспечения важнейших линий снабжения между Европой, Южной и Восточной Азией.
На протяжении всей войны корабли стран антигитлеровской коалиции базировались в городе Минделу на Кабо-Верде на острове Сан-Висенте.
Вторжение англо-американских войск на несколько атлантических островов, принадлежащих Португалии, было спланировано и получило кодовое название операция «Готовность». 32-й президент Президент США — Франклин Д. Рузвельт, также хотел включить вторжение в Кабо-Верде в план, открыто заявив, что оккупация Кабо-Верде странами Оси поставит под угрозу безопасность США и вынудит их действовать в соответствии со своей доктриной Монро. Это заявление было сделано в середине 1941 года, перед японским нападением на Перл-Харбор, и побудило американских военных чиновников разработать военный план «Грей» (предшественник операции «Готовность»). Ни военный план «Грей», ни операция «Готовность» так и не были реализованы, так как страны Оси никогда не угрожали вторжением островным территориям Португалии в Атлантическом океане.
В 1941 году три немецкие подводные лодки попали в засаду военно-морских сил Британии у берегов Зелёного Мыса. Местонахождение подводных лодок было обнаружено только после того, как Алан Тьюринг и британское правительство взломали шифровальный код «Энигмы», используемый немцами. Атака у берегов Зелёного Мыса привела немецкого адмирала Карла Деница к выводу, что шифр «Энигмы» был скомпрометирован.

### Голод на Кабо-Верде
Кабо-Верде пережило страшный голод во время Второй мировой войны, особенно с 1941 по 1943 год и с 1947 по 1948 годы. Голод привел к гибели примерно 45 000 человек в Кабо-Верде и заставил еще тысячи жителей покинуть страну, причем многие из них прибыли на острова Сан-Томе и Принсипи, которые в то время также контролировались Португалией.
Несколько американцев из Кабо-Верде воевали в армии и военно-морском флоте США во время военного конфликта, служа как на европейском, так и на азиатском театрах военных действий.
Политическая и экономическая ситуация в послевоенном мире в конечном итоге позволила Кабо-Верде получить независимость от Португальской империи в 1975 году в рамках гораздо более широкой тенденции деколонизации во всем мире.